# You Signed Up for This
You Signed Up for This è il primo album in studio della cantante britannica Maisie Peters, pubblicato il 27 agosto 2021 su etichetta discografica Gingerbread Man Records.

## Accoglienza
You Signed Up for This ha ottenuto recensioni generalmente positive da parte dei critici musicali. Su Metacritic, sito che assegna un punteggio normalizzato su 100 in base a critiche selezionate, l'album ha ottenuto un punteggio medio di 84.

## Tracce
Versione standard
1. You Signed Up for This – 3:15 (Maisie Peters, Joe Rubel)
2. I'm Trying (Not Friends) – 2:43 (Maisie Peters, Joe Rubel)
3. John Hughes Movie – 3:36 (Maisie Peters, Miranda Cooper, Henrik Michelson)
4. Outdoor Pool – 3:16 (Maisie Peters, Joe Rubel, Jon Green)
5. Love Him I Don't – 3:15 (Maisie Peters, Joe Rubel, Jon Green)
6. Psycho – 3:04 (Maisie Peters, Edward Sheeran, Steve McCutcheon)
7. Boy – 2:58 (Maisie Peters, Edward Sheeran, Joe Rubel)
8. Hollow – 3:37 (Maisie Peters, Edward Sheeran, John Mcdaid, Joe Rubel)
9. Villain – 3:45 (Maisie Peters, Rob Milton)
10. Brooklyn – 3:03 (Maisie Peters, Sophie Cooke)
11. Elvis Song – 3:10 (Maisie Peters, Miranda Cooper, Fredrik Gibson, Wayne Thompson, Mark James, Johnny Christopher)
12. Talking to Strangers – 3:10 (Maisie Peters, Bradford Ellis, Jez Ashurst)
13. Volcano – 3:28 (Maisie Peters, Bradford Ellis, Jez Ashurst)
14. Tough Act – 3:37 (Maisie Peters, Sophie Cooke, Joe Rubel)

Versione giapponese
1. Worst of You – 3:18 (Maisie Peters, Fredrik Gibson)
2. Favourite Ex – 3:22 (Maisie Peters, Bradford Ellis, Jez Ashurst)
3. Feels like This – 3:45 (Maisie Peters, Bradford Ellis, Louis Mattrs, Alex Montaque, Negin Djafari)

## Classifiche
| Classifica (2021) | Posizione massima |
| ----------------- | ----------------- |
| Irlanda           | 20                |
| Regno Unito       | 2                 |